# Dân Bộ Tỉnh (Nhật Bản)
Dân Bộ Tỉnh (民部省 Minbu-shō) là một bộ của triều đình phong kiến Nhật Bản được thành lập theo Thái Bảo Luật lệnh và hệ thống Luật lệnh (Ritsuryō). Bộ này có nhiệm vụ coi sóc dân số của đất nước, với các hoạt động trị an và đo đạc, điều tra ruộng đất. Sổ đăng ký của các thành phố và làng mạc được duy trì, bao gồm các số liệu ước tính cũng như số liệu về sinh tử.
Dân Bộ Tỉnh có Đường danh là Hộ Bộ và Hòa danh là Tamitsukasa (たみつかさ).

## Nhìn chung
Nhu cầu về chi phí của Triều đình Nhật Bản thay đổi theo thời gian.

## Lịch sử
Cách Triều đình Nhật Bản quản lý tài chính, quốc khố thay đổi theo thời gian.

## Cấp bậc
Vào thế kỷ thứ 18, vị trí cao nhất trong bộ là Dân Bộ khanh (民部卿 Minbu-kyō).
Các vị trí khác bao gồm:
- Dân Bộ Đại phụ (民部大輔 Minbu-taifu?).[2]
- Dân Bộ Thiếu phụ (民部少輔 Minbu-shōfu?).[2]
- Dân Bộ thừa (民部丞 Minbu-no-jō?), 4 vị trí. Trong đó 2 vị trí cao hơn 2 vị trí còn lại:
  - Dân Bộ Thiếu (民部少 Minbu-shō?).[2]
  - Dân Bộ lục (民部録 Minbu-no-sakan?).[2]
- Chủ Kế đầu (主計頭 Kazue-no-kami?). Trong thời kỳ mà Thiên hoàng còn nắm đầy đủ đại quyền trong tay, chức quan này có nhiệm vụ giám sát việc thu thuế và việc chi dùng của Triều đình trên khắp cả nước; nhưng từ thế kỷ thứ 12 cơ quan này chỉ xem xét việc thu và chi dùng của Triều đình tại Bình An kinh mà thôi.[2]
- Chủ Kế trợ (主計助 Kazue-no-suke?).[2]
- Chủ Kế duẫn (主計允 Kazue-no-jō?), hai vị trí. Nhiệm vụ coi sóc các sổ sách tài chính.[2]
- Chủ Kế chúc (主計属 Kazue-no-sakan?), hai vị trí. Nhận nhiệm vụ phụ trợ cho Chủ Kế duẫn.[3]
- Chủ Khoa đầu (主税頭 Chikara-no-kami?).[3]
- Chủ Khoa giới (主税介 Chikara-no-suke?). Tất cả lương thực Thiên hoàng sử dụng đều được các Chủ Khoa giới kiểm tra kỹ lưỡng, thậm chí từng hạt gạo được đếm để đảm bảo Thiên hoàng có đủ số gạo dùng mỗi ngày.[3]